# Panaxia profuga
Panaxia profuga är en fjärilsart som beskrevs av Johann August Ephraim Goeze 1781. Panaxia profuga ingår i släktet Panaxia och familjen björnspinnare. Inga underarter finns listade i Catalogue of Life.